# Joy (язык программирования)
Язык программирования Joy — чисто функциональный язык разработанный Manfred von Thun из Университета Ла Троба в Мельбурне, Австралия. Joy базируется на композиции функций, а не на лямбда-исчислении. Это язык, родственный Форту, хотя и не является его прямым наследником. В настоящее время Joy считается каноническим примером языка конкатенативного программирования.

## Как это работает?
Joy отличается от других языков программирования (за исключением языков комбинаторного программирования и некоторых эзотерических, таких, как unlambda) отсутствие лямбда оператора, и, следовательно, отсутствие формальных параметров. Чтобы проиллюстрировать это приведём пример, как функция возведения в квадрат может быть определена в языке императивного программирования (C):
```
 
int
 
square
(
int
 
x
)
 
{

   
return
 
x
*
x
;

 
}

```

Переменная х является формальным параметром, заменяемым на фактическое значение, которое необходимо возвести в квадрат, при вызове функции. В функциональном языке (Scheme) та же функция определяется следующим образом:
```
(
define
 
square

  
(
lambda
 
(
x
)
 

    
(
*
 
x
 
x
)))

```

Между этими двумя примерами много различий, но они используют формальные параметры сходным образом. В Joy же функция возведения в квадрат определяется как:
```
DEFINE square == dup * .
```

Всё в Joy, является функциями, принимающими стек как аргумент, и возвращающими стек в качестве результата. К примеру, цифра «5» является не целой константой, а короткой программой, помещающей число 5 на стек.
- Оператора dup просто дублирует верхний элемент в стеке, помещая туда его копию.
- Оператор * берёт со стека два верхних элемента и помещает туда их произведение.

Таким образом функция возведения в квадрат просто дублирует верхний элемент, а затем перемножает его на самого себя, формальные параметры не нужны. Это делает Joy лаконичным, о чём свидетельствует следующее определение быстрой сортировки:
```

 DEFINE qsort ==
   [small]
   []
   [uncons [>] split]
   [[swap] dip cons concat]
   binrec .

```

«binrec» — один из многих существующих в Joy рекурсивных комбинаторов, реализующий бинарную рекурсию. Он ожидает наличие на стеке четырёх программных литералов, которые представляют собой:
- условие прекращения (если список «мал» (1 или 0 элементов) он уже отсортирован),
- что делать, если условие прекращения выполняется (в этом случае ничего),
- что делать по умолчанию (разделить список на две половины путём сравнения каждого элемента с опорной точкой), и, наконец,
- что делать в конце (вставить опорную точку между двумя отсортированными половинками).